# Luzoir
Luzoir est une commune française située dans le département de l'Aisne, en région Hauts-de-France.

## Géographie

### Hydrographie
La commune est située dans le bassin Seine-Normandie. Elle est drainée par l'Oise, le fossé de la Ruelle Bernard et le ruisseau de Bray,,.
L'Oise prend sa source en Belgique, à 309 mètres d'altitude, dans l'ancienne commune de Forges et se jette dans la Seine à 20 mètres d'altitude, au Pointil en rive droite et en aval du centre de Conflans-Sainte-Honorine dans le département des Yvelines. D'une longueur 341 kilomètres, elle est presque entièrement navigable et bordée de canaux sur 104 kilomètres.

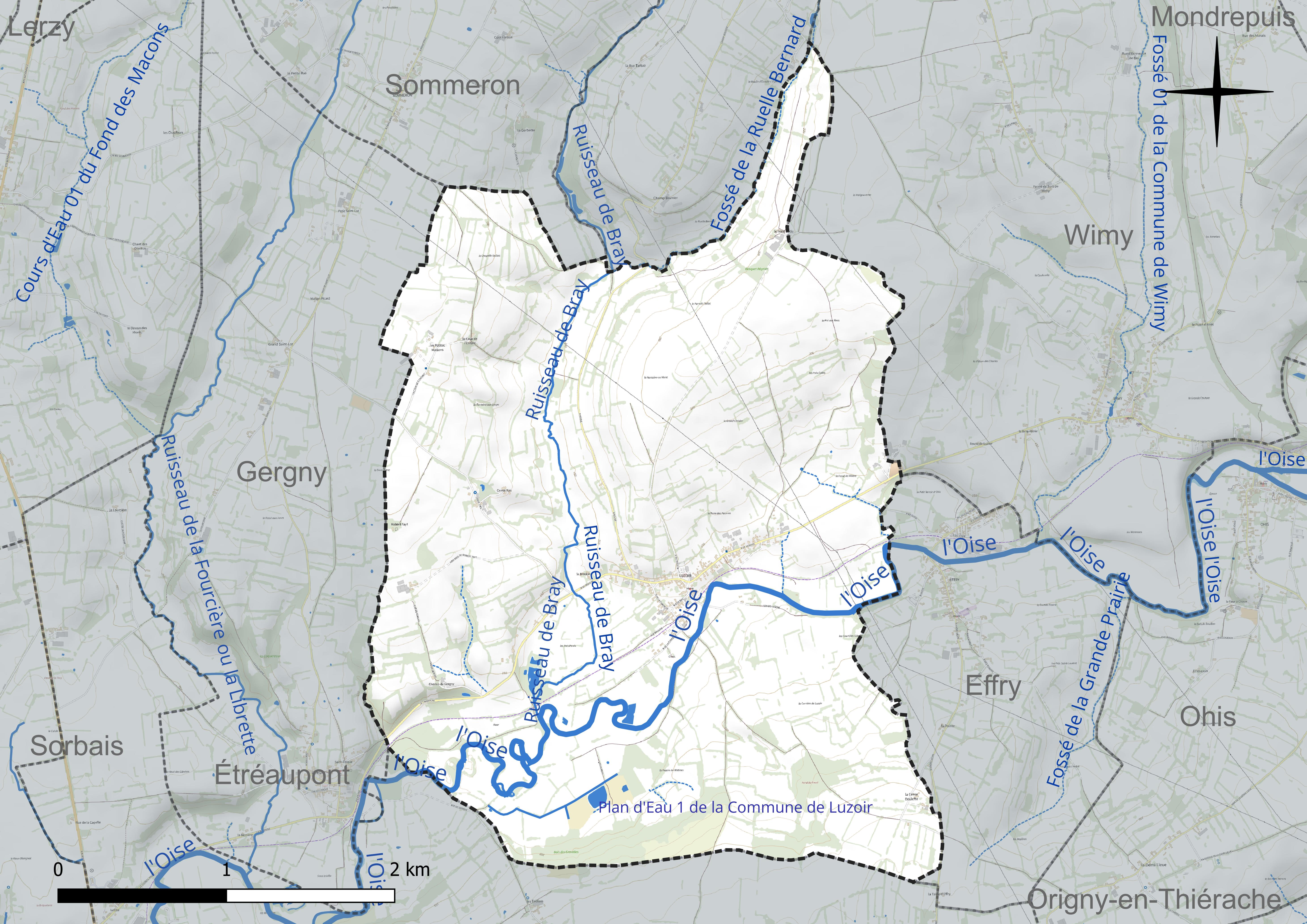
Réseau hydrographique de Luzoir.

Deux plans d'eau complètent le réseau hydrographique : le plan d'eau 1 de la commune de Luzoir (1 ha) et le plan d'eau 2 de la commune de Luzoir (0,7 ha),.

### Climat
Pour des articles plus généraux, voir Climat des Hauts-de-France et Climat de l'Aisne.
En 2010, le climat de la commune est de type climat des marges montargnardes, selon une étude du CNRS s'appuyant sur une série de données couvrant la période 1971-2000. En 2020, Météo-France publie une typologie des climats de la France métropolitaine dans laquelle la commune est exposée à un climat océanique altéré et est dans la région climatique Nord-est du bassin Parisien, caractérisée par un ensoleillement médiocre, une pluviométrie moyenne régulièrement répartie au cours de l'année et un hiver froid (3 °C).
Pour la période 1971-2000, la température annuelle moyenne est de 9,8 °C, avec une amplitude thermique annuelle de 15 °C. Le cumul annuel moyen de précipitations est de 862 mm, avec 13,3 jours de précipitations en janvier et 9,7 jours en juillet. Pour la période 1991-2020, la température moyenne annuelle observée sur la station météorologique la plus proche, située sur la commune de Fontaine-lès-Vervins à 9 km à vol d'oiseau, est de 10,5 °C et le cumul annuel moyen de précipitations est de 826,3 mm,. Pour l'avenir, les paramètres climatiques de la commune estimés pour 2050 selon différents scénarios d'émission de gaz à effet de serre sont consultables sur un site dédié publié par Météo-France en novembre 2022.

## Urbanisme

### Typologie
Au 1er janvier 2024, Luzoir est catégorisée commune rurale à habitat dispersé, selon la nouvelle grille communale de densité à 7 niveaux définie par l'Insee en 2022.
Elle est située hors unité urbaine. Par ailleurs la commune fait partie de l'aire d'attraction d'Hirson, dont elle est une commune de la couronne,. Cette aire, qui regroupe 26 communes, est catégorisée dans les aires de moins de 50 000 habitants,.

### Occupation des sols
L'occupation des sols de la commune, telle qu'elle ressort de la base de données européenne d'occupation biophysique des sols Corine Land Cover (CLC), est marquée par l'importance des territoires agricoles (97,7 % en 2018), une proportion identique à celle de 1990 (97,7 %). La répartition détaillée en 2018 est la suivante : 
prairies (81,6 %), zones agricoles hétérogènes (8,5 %), terres arables (7,6 %), zones urbanisées (2,3 %).
L'évolution de l'occupation des sols de la commune et de ses infrastructures peut être observée sur les différentes représentations cartographiques du territoire : la carte de Cassini (XVIIIe siècle), la carte d'état-major (1820-1866) et les cartes ou photos aériennes de l'IGN pour la période actuelle (1950 à aujourd'hui).

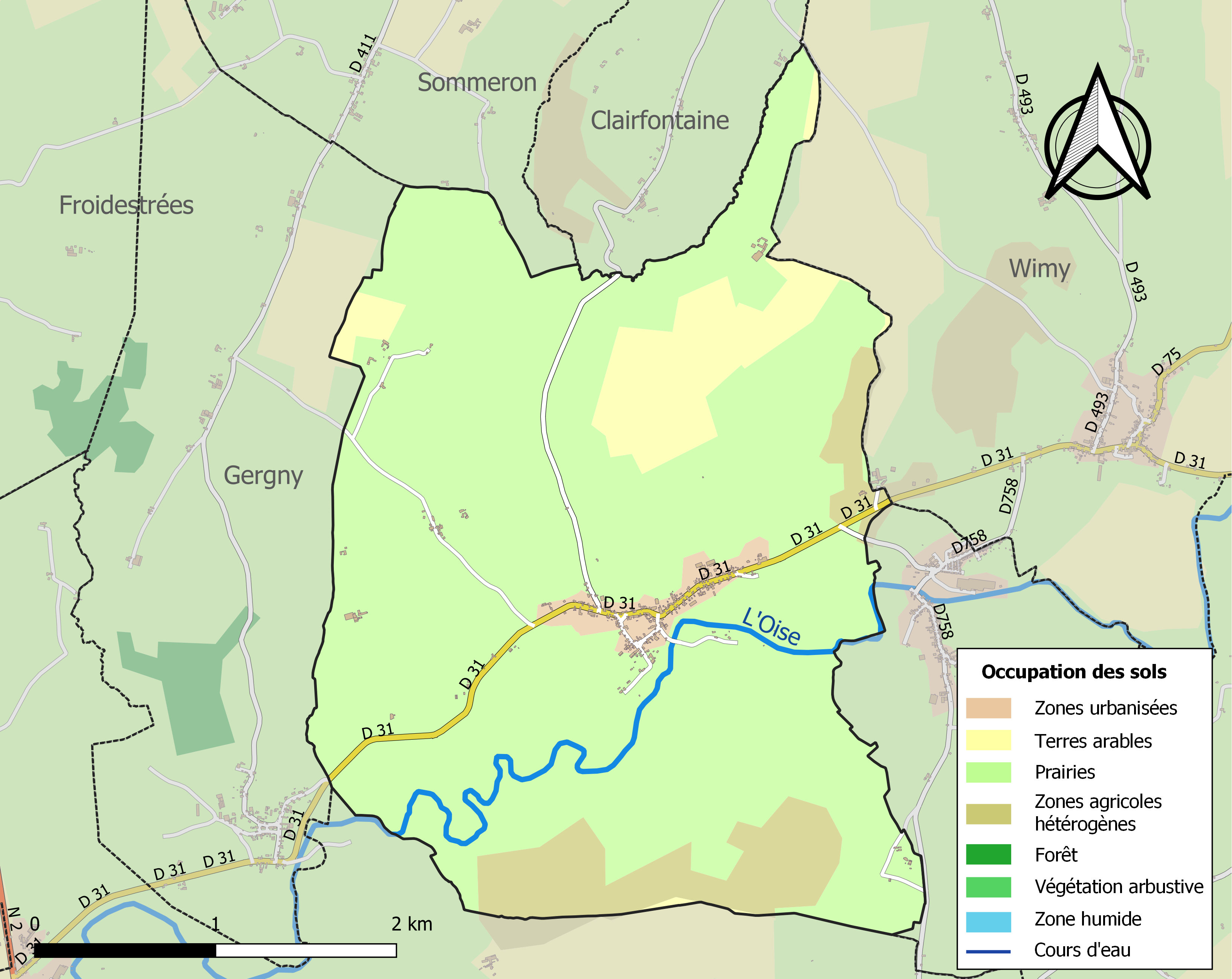
Carte de l'occupation des sols de la commune en 2018 (CLC).

## Toponymie
Le nom de la localité est attesté sous les formes Altare de Lusoir (1148) ; Luzorium (1169) ; Luxoir (1232) ; Lusor (1252) ; Lusoit (1261) ; Lussoir (1338) ; Luzoys (1565) ; Luzoir (1572) ; Luzoire (1579).
Peut- être du latin lusorium « amphithéâtre , arène ».

## Histoire
Licerii en 1156.
En 1650, les Espagnols repoussés devant Vervins mirent le village de Luzoir à feu et à sang.
Le dernier seigneur de Luzoir fut M. de la Chenardière.

## Politique et administration

### Découpage territorial
La commune de Luzoir est membre de la communauté de communes de la Thiérache du Centre, un établissement public de coopération intercommunale (EPCI) à fiscalité propre créé le 31 décembre 1992 dont le siège est à La Capelle. Ce dernier est par ailleurs membre d'autres groupements intercommunaux.
Sur le plan administratif, elle est rattachée à l'arrondissement de Vervins, au département de l'Aisne et à la région Hauts-de-France. Sur le plan électoral, elle dépend du  canton de Vervins pour l'élection des conseillers départementaux, depuis le redécoupage cantonal de 2014 entré en vigueur en 2015, et de la troisième circonscription de l'Aisne  pour les élections législatives, depuis le dernier découpage électoral de 2010.

### Administration municipale
| Période                                  | Période                       | Identité         | Étiquette | Qualité                                        |
| ---------------------------------------- | ----------------------------- | ---------------- | --------- | ---------------------------------------------- |
| Les données manquantes sont à compléter. |                               |                  |           |                                                |
| 1791                                     | 1791                          | Bertin           |           |                                                |
|                                          | 1875                          | Begnier          |           |                                                |
|                                          | après 1876                    | Drubigny         |           |                                                |
| Les données manquantes sont à compléter. |                               |                  |           |                                                |
| mars 2001                                | avril 2014                    | Michel Leduc     |           |                                                |
| avril 2014                               | En cours (au 12 juillet 2020) | Jérémy Choulette | SE        | Cadre supérieur Réélu pour le mandat 2020-2026 |

## Démographie
L'évolution du nombre d'habitants est connue à travers les recensements de la population effectués dans la commune depuis 1793. Pour les communes de moins de 10 000 habitants, une enquête de recensement portant sur toute la population est réalisée tous les cinq ans, les populations de référence des années intermédiaires étant quant à elles estimées par interpolation ou extrapolation. Pour la commune, le premier recensement exhaustif entrant dans le cadre du nouveau dispositif a été réalisé en 2006.

En 2022, la commune comptait 267 habitants, en évolution de −6,97 % par rapport à 2016 (Aisne : −1,97 %, France hors Mayotte : +2,11 %).
| 1793 | 1800 | 1806 | 1821 | 1831 | 1836 | 1841 | 1846 | 1851 |
| ---- | ---- | ---- | ---- | ---- | ---- | ---- | ---- | ---- |
| 574  | 571  | 521  | 500  | 677  | 733  | 742  | 753  | 711  |

| 1856 | 1861 | 1866 | 1872 | 1876 | 1881 | 1886 | 1891 | 1896 |
| ---- | ---- | ---- | ---- | ---- | ---- | ---- | ---- | ---- |
| 675  | 657  | 657  | 637  | 620  | 582  | 578  | 585  | 559  |

| 1901 | 1906 | 1911 | 1921 | 1926 | 1931 | 1936 | 1946 | 1954 |
| ---- | ---- | ---- | ---- | ---- | ---- | ---- | ---- | ---- |
| 549  | 518  | 514  | 473  | 443  | 454  | 444  | 363  | 395  |

| 1962 | 1968 | 1975 | 1982 | 1990 | 1999 | 2006 | 2011 | 2016 |
| ---- | ---- | ---- | ---- | ---- | ---- | ---- | ---- | ---- |
| 373  | 381  | 348  | 328  | 301  | 279  | 286  | 293  | 287  |

| 2021 | 2022 | - | - | - | - | - | - | - |
| ---- | ---- | - | - | - | - | - | - | - |
| 272  | 267  | - | - | - | - | - | - | - |

## Lieux et monuments
- Église Saint-Sylvestre.
- Chapelle Saint-Sylvestre de Luzoir.
- Petit patrimoine religieux : quelques oratoires.
- Petit patrimoine civil : lavoir, ancienne gare.
- L'axe vert de la Thiérache, chemin de randonnée sur l'ancienne voie ferrée Guise - Hirson, traverse la commune.

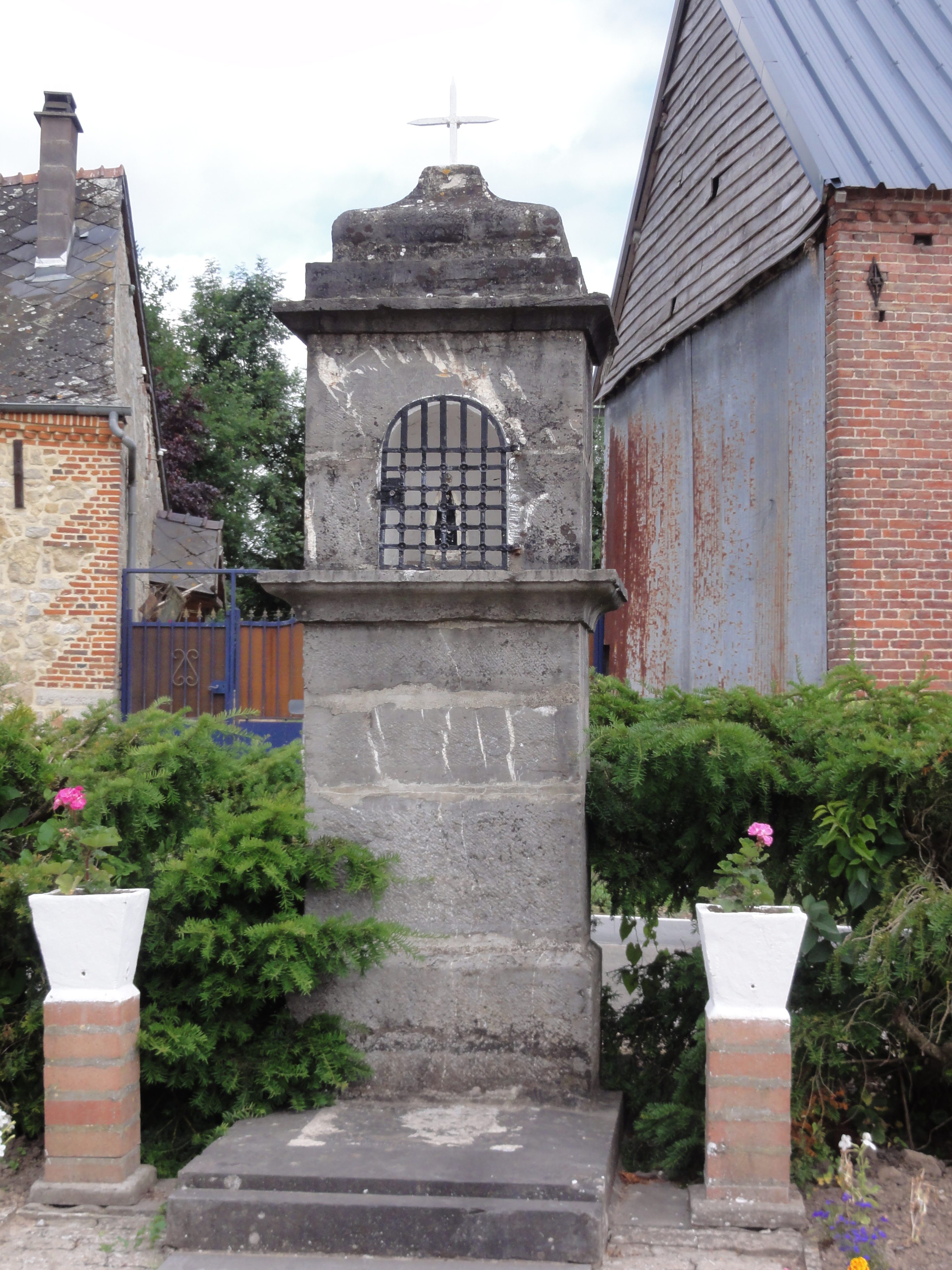
Oratoire, rue de la Chapelle.
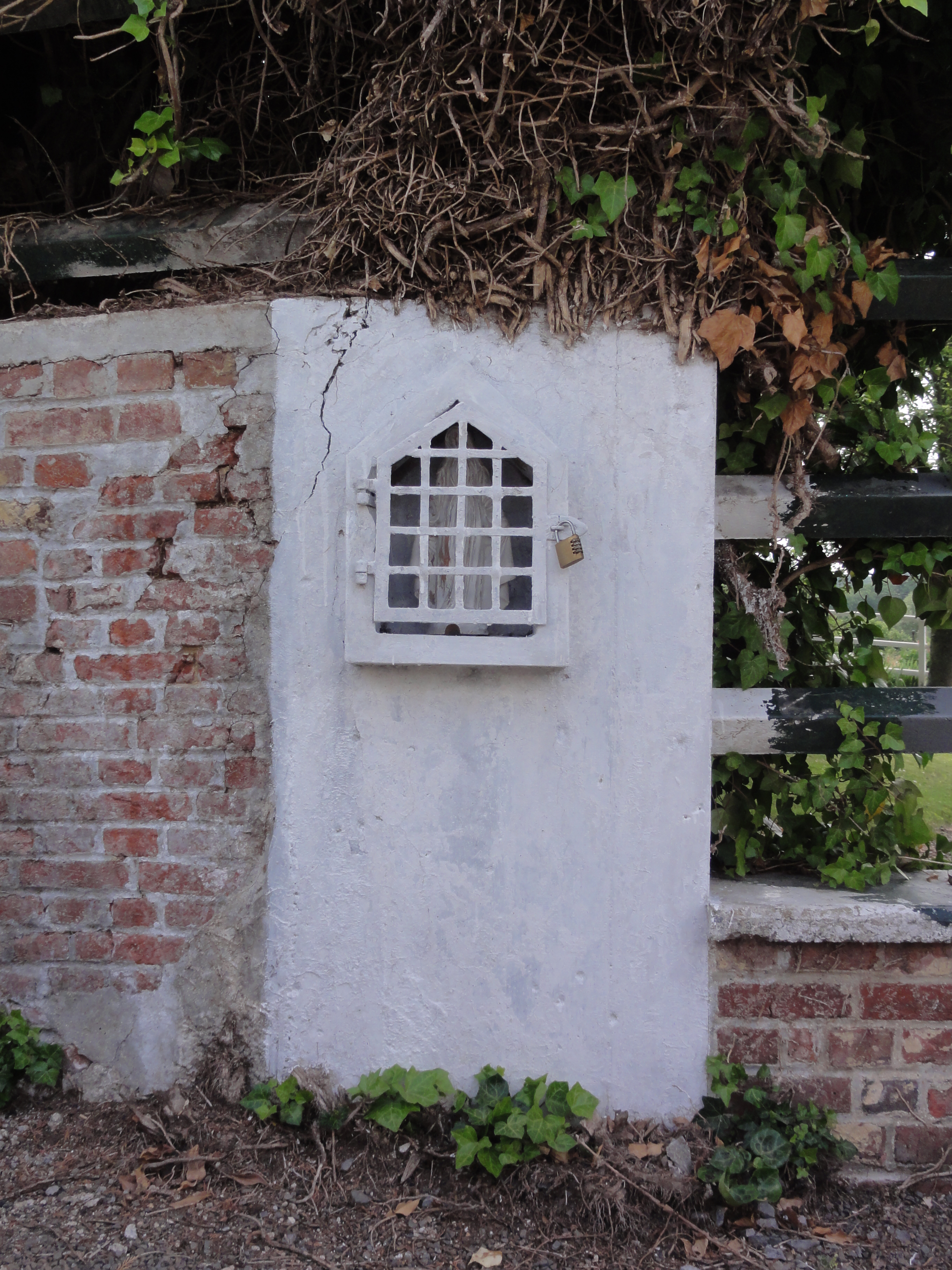
Niche - oratoire.
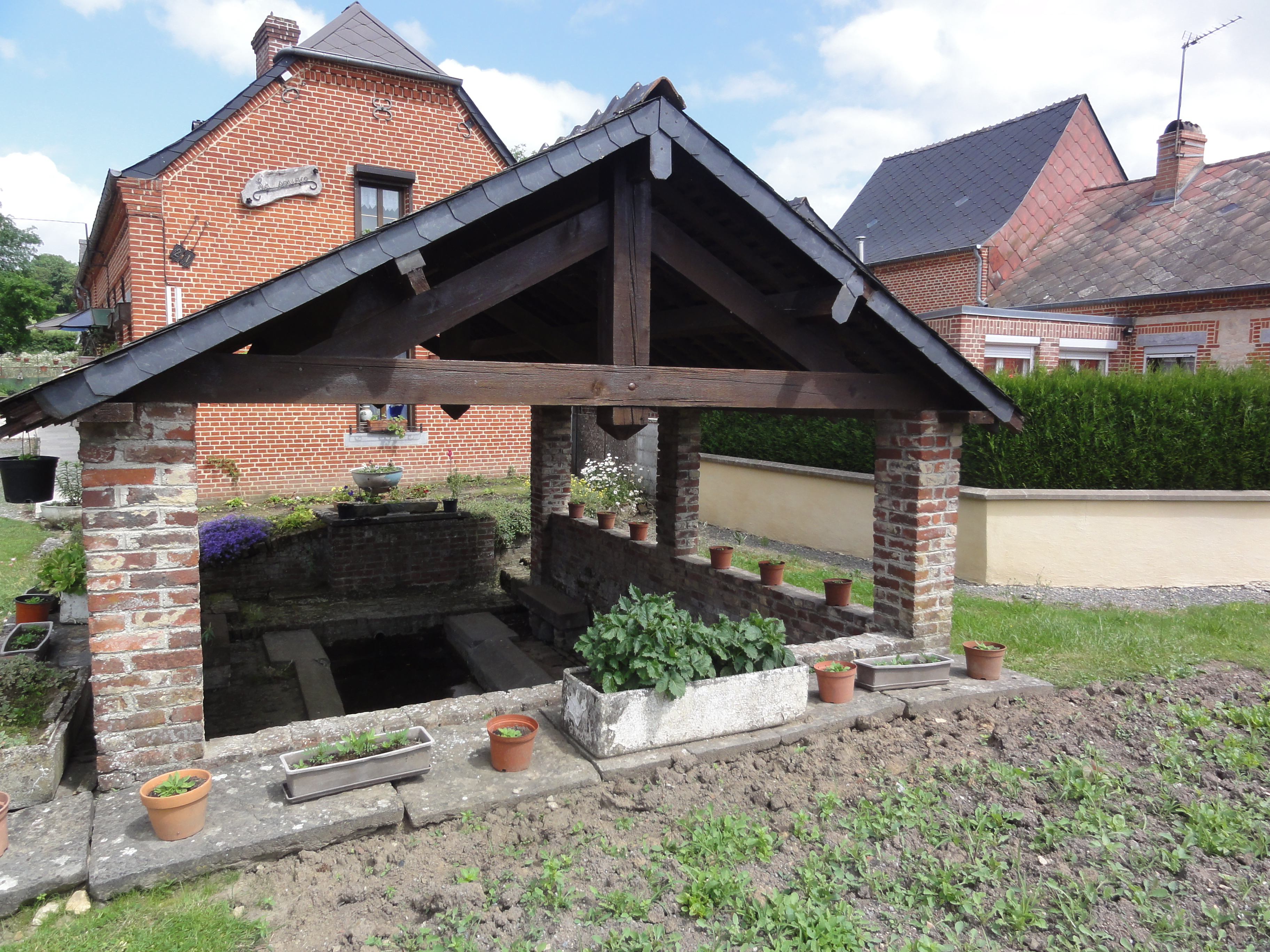
Lavoir.
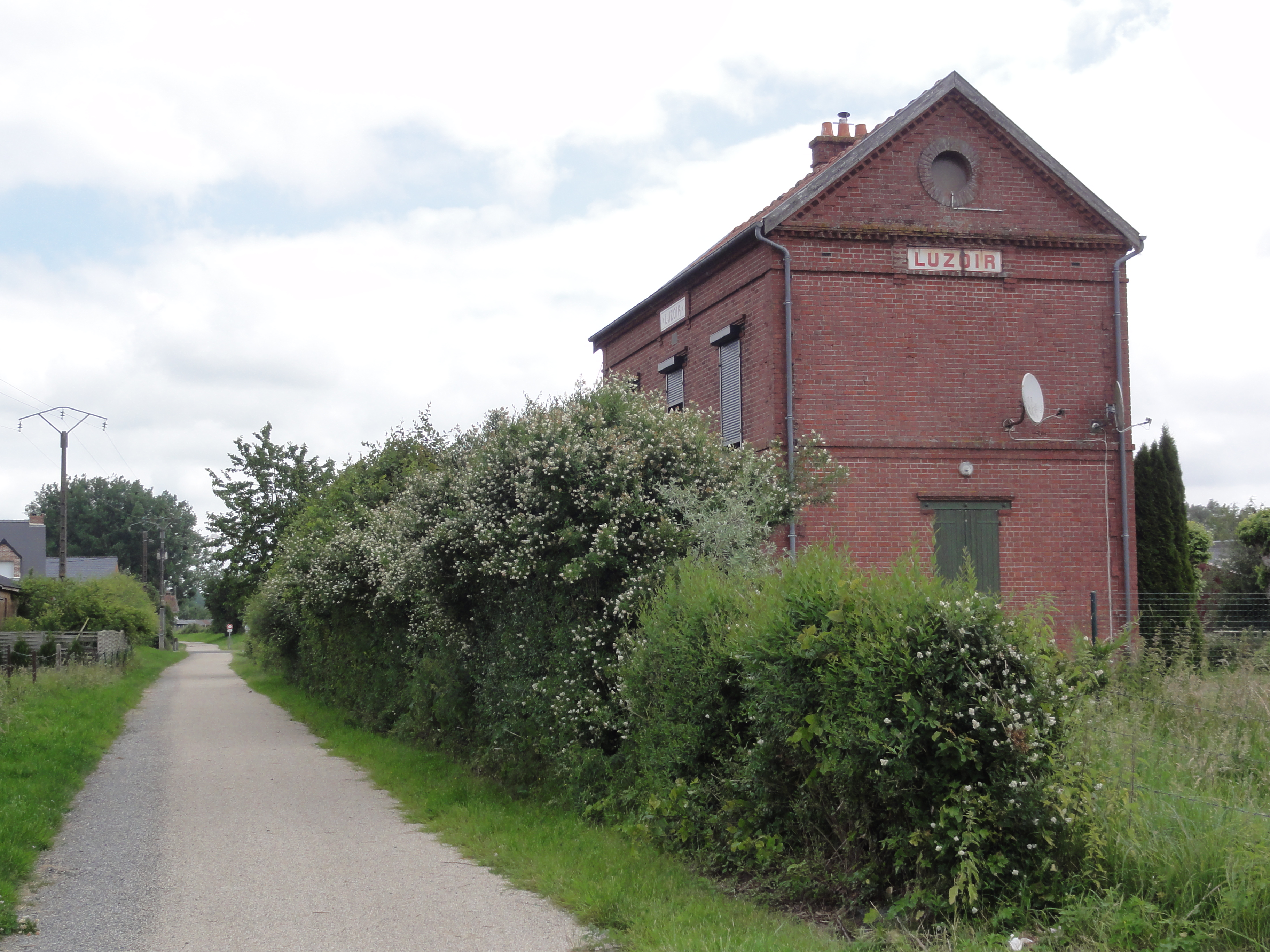
L'ancienne gare sur l'axe vert de la Thiérache.